# Surinaamse looftiran
De Surinaamse looftiran (Phylloscartes virescens) is een zangvogel uit de familie Tyrannidae (tirannen).

## Verspreiding en leefgebied
Deze soort komt voor in de laaglanden van de Guyana's en aangrenzend noordelijk Brazilië (Amazonas).

## Status
De grootte van de populatie is niet gekwantificeerd maar de soort wordt omschreven als zeldzaam tot schaars. Op de Rode lijst van de IUCN heeft deze soort de status niet bedreigd.